# Serpentinoscisto
Il serpentinoscisto è un serpentino (roccia metamorfica) con caratteristiche di scistosità e in alcuni casi facilmente divisibile in lastre. 
Lastre in serpentinoscisto ("piode") sono estratte in Valmalenco (provincia di Sondrio) e utilizzate storicamente per la copertura dei tetti.

## Geologia

### Serpentinoscisto della Valmalenco
Le serpentiniti della Valmalenco sono un corpo roccioso tabulare, spesso da 1 a 2 km e affiorante su una superficie di circa 170 km², dotato di una particolare scistosità. Queste caratteristiche sono il risultato finale di deformazioni meccaniche e trasformazioni subite da un frammento di peridotite di diversi km cubi, emerso dal mantello terrestre durante la formazione delle Alpi.
Il serpentinoscisto è formato da antigorite, olivina, magnetite, clorite e pirosseno. La loro tessitura determina le caratteristiche fisico-meccaniche della roccia, come la fissilità (capacità di dividersi in lastre piane e sottili).
Il colore delle serpentiniti è il verde in differenti tonalità. Esposto all'aria la colorazione può variare nel tempo a causa dell'alterazione ferrosa della magnetite.

### Caratteristiche
Il serpentinoscisto ha una elevata resistenza alla compressione e all'aggressione degli agenti atmosferici e un'elevata resistenza alla flessione. La superficie si presenta scabrosa, ma non sconnessa.
Grazie a queste proprietà è utilizzato per coperture, rivestimenti e pavimentazioni.
Il serpentinoscisto della Valmalenco è classificato nella categoria "pietra" (norma UNI 8458) e il nome commerciale nelle "pietre naturali" (allegato A alla norma EN 12440).
Composizione mineralogica e definizione petrografica
- Minerali principali: antigorite e olivina (formano l'80-90% della roccia), in subordine clorite, magnetite, pirosseno.
- Antigorite ed olivina, disposti lungo piani paralleli, evidenziano una spiccatissima tessitura scistosa piana.
- Massa dell'unità di volume (kg/m3): 2795 kg/m³
- Assorbimento d'acqua (% in massa): 0,08 %
- Carico di rottura a compressione semplice (MPa): (carico perpendicolare alla scistosità) 301 MPa
- Carico di rottura a compressione semplice (MPa): (carico parallelo alla scistosità) 136 MPa
- Carico di rottura a trazione indiretta mediante flessione (MPa): 96,7 MPa
- Carico di rottura a trazione indiretta mediante flessione dopo gelività (MPa): 93,4 MPa
- Resistenza all'alterazione causata dagli agenti atmosferici (spessore dello strato alterato mm): 0,01 mm

## Storia
L'attività di estrazione e lavorazione del serpentinoscisto in Valmalenco ha origine medioevale e a partire dall'anno 1000 circa nacquero e si svilupparono i mestieri ad essa legata (cavatore, scalpellino, posatore). La tecnica di estrazione consisteva nell'aprire i pezzi di roccia con mazze e cunei di diversa foggia per suddividerli in lastre sottili.
I cavatori, riuniti in corporazioni ("compagnie"), lavoravano manualmente la pietra negli antichi giacimenti sotterranei, ancora oggi visibili.
Le lastre di serpentinoscisto furono utilizzate per la copertura di numerosi edifici della diocesi di Como, compreso il duomo di Como.
Oggi le cave a cielo aperto costituiscono una fonte importante di occupazione e per il prodotto interno lordo della valle e le lastre sono ampiamente esportate in Europa, America ed Asia.  